# Herb Saint Kitts i Nevis
Herb Saint Kitts i Nevis przedstawia na tarczy dwudzielnej w pas, w głowicy w polu błękitnym głowę indianina pomiędzy złotą lilią (symbolizującą Francję) a różą Tudorów (symbolizującą Anglię). W polu dolnym srebrnym nad czerwoną krokwią dwa kwiaty wianowłostki królewskiej a pod nią żaglowiec. Na tarczy stalowy hełm, na nim w klejnocie na zawoju czerwona korona murowa z dwoma rękami podtrzymującymi pochodnię. Pod tarczą wstęga z dewizą "Interes kraju przed własnym" (ang. Country Above Self). Trzymaczami są dwa pelikany.
Herb przyjęty pierwotnie w 1967 roku dla federacji wysp Saint Kitts-Nevis-Anguilla, po oddzieleniu się Anguilli i nadaniu niepodległości Saint Kitts i Nevis w 1983 roku uległ modyfikacjom. Usunięto z klejnotu trzecią rękę podtrzymującą pochodnię i zmieniono dewizę z "Jedność w trójcy" (Unity in trinity) na obecną.